# ابراهیم‌بیگ آذر
ابراهیم‌بیگ آذر (ترکی آذربایجانی: İbrahim bəy Azər؛ ۱۸۳۶ – ۱۸۸۵) شاعر آذربایجانی بود، که اشعار خود را با تخلص «آذر» می‌سرود.

## زندگی‌نامه
ابراهیم‌بیگ آذر (فولادوف) فرزند «آلیک‌بیگ» در سال ۱۸۳۶ در شهر شوشی به دنیا آمد. وی برادر بزرگ‌تر عبدالله‌‌بیگ عاصی و نوه شاعر قاسم بیگ ذاکر بود. ابراهیم‌بیگ آذر تحت سرپرستی قاسم بیگ ذاکر بزرگ شد. قاسم بیگ ذاکر از نوادگان خان‌های قره باغ بود. تحصیلات ابتدایی را نزد یک ملای محلی گذراند و سپس در مدرسه ای ادامه داد. به زبان‌های فارسی و روسی تسلط کامل داشت. فعالیت‌های شغلی اش را در یک مدرسه علوم دینی آغاز کرد و سپس در ادارات دولتی اشتغال یافت. برای مدتی به عنوان پلیس مشغول به کار شد و تا درجه دبیر استان آن روزگار ارتقاء یافت.
ابراهیم‌بیگ آذر اشعارش را تحت عنوان مستعار آذر می‌سرود. او عضو تشکل «مجلس فراموشان» بود که توسط میر محسن نواب ایجاد شده بود. ابراهیم‌بیگ آذر به زبانهای ترکی آذربایجانی و فارسی و به سبک کلاسیک شعر می‌سرود. بیشتر آثار او تا کنون باقی نمانده‌است. برای اولین بار چند غزل وی در مجموعه‌های فریدون‌بیگ کوچرلی موسوم به «ادبیات آذربایجانی» (۱۹۸۱) و «مجموعه‌های شعری» (۱۹۸۷) منتشر شد.
ابراهیم‌بیگ آذر در سال ۱۸۸۵ در شهر شوشی درگذشت.